# 孙家境孙氏祠堂
30°07′29″N 121°15′18″E / 30.12478°N 121.255095°E
孙家境孙氏祠堂是中国浙江省慈溪市一处祠堂，位于横河镇月楼岙村村北。孙氏为横河望族，其祠堂曾遭大火焚毁，现存建筑重建于清代至民国期间。建筑为长方形，坐北朝南，共有三进，分别为台门、大厅和燕翼堂，左右建有两层楼厢房。大厅明间、次间采用抬梁式结构，其余采用穿斗式结构。最后一进“燕翼堂”取辅佐帝王之意，明间挂有“燕翼堂”匾额。
2017年，孙家境孙氏祠堂成为浙江省文物保护单位。